# Вівтар Святої Марії (Зоста)
«Вівтар Святої Марії» — вівтарний образ роботи Конрада фон Зоста, виконаний для дортмундської церкви Святої Марії близько 1420 року. Цей триптих в стилі інтернаціональної готики є головним вівтарем церкви в Дортмунді. «Вівтар Святої Марії» — остання відома на сьогодні робота художника, яку він завершив незадовго до своєї смерті.

## Історія
За час існування вівтар піддавався переробкам, внаслідок яких частина авторського живопису була втрачена. Початково «Вівтар Святої Марії» являв собою складаний триптих, сьогодні дошки зовнішньої сторони знаходяться за розкритою лицьовою частиною, їх можна побачити, лише обійшовши вівтар. Фарбовий шар зовнішніх дощок зберігся набагато гірше, ніж внутрішніх.

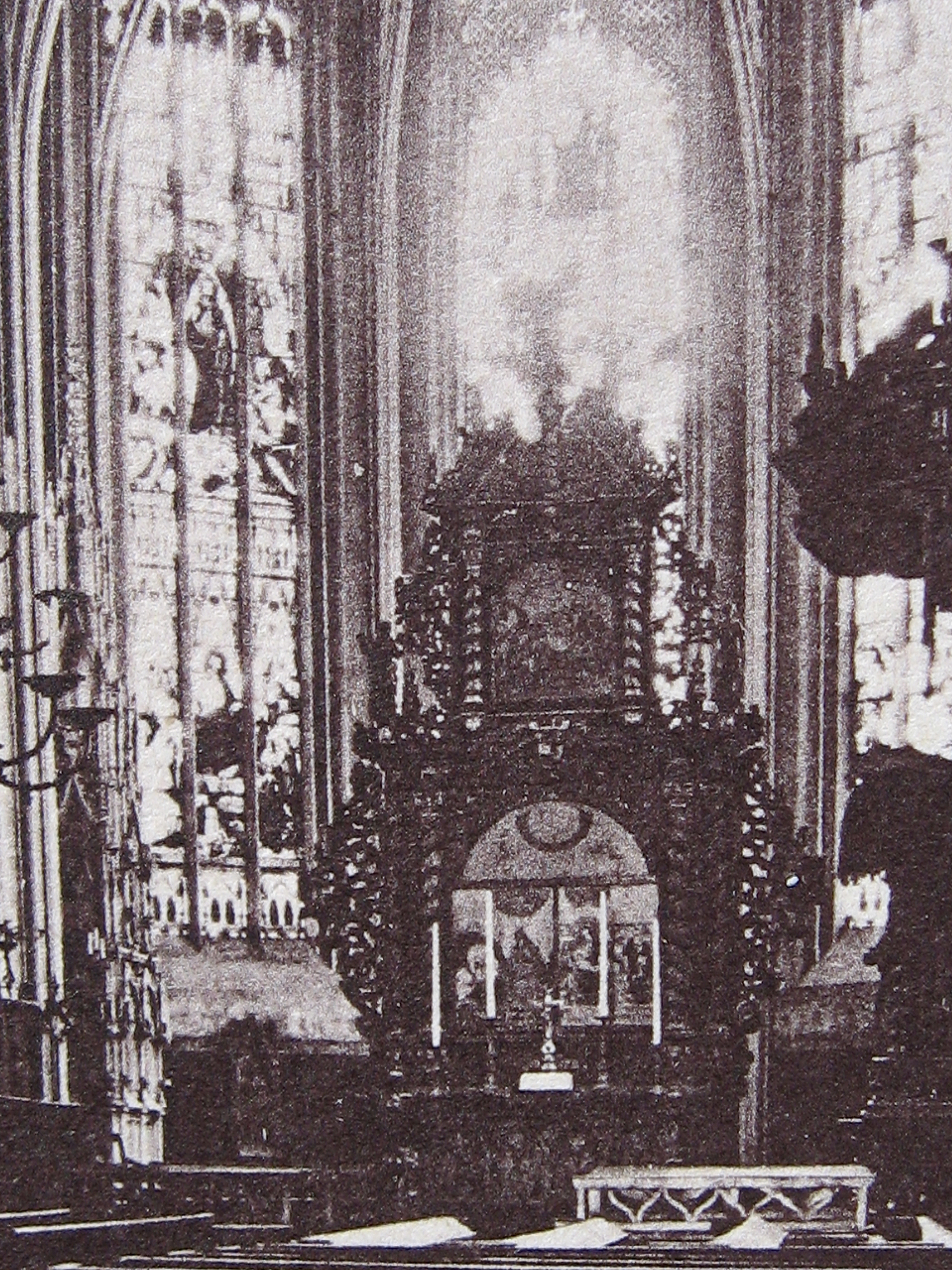
Бароковий вівтар. Середня дошка встановлена в верхньому ярусі конструкції. Фотографія XIX ст.

Спершу триптих був частиною готичного вівтаря. У 1720 році бургомістр Дортмунда Дітмар Вессель Ніс фінансував спорудження для церкви 16-метрового барокового вівтаря. Щоб включити до нього «Вівтар Святої Марії», дошки вівтаря обрізали і змінили їх розташування. Нова композиція ставила в центр подій Ісуса, відводячи Марії другорядну роль. У перший ярус конструкції були поміщені дві бічні стулки, об'єднані спільним люнетом. Нижні краї дощок, де знаходилися написи, що прославляють Марію, були зафарбовані приблизно на 20 см. Збереглася рання копія вівтарної композиції, в даний час за нею можна судити про те, як виглядав твір Конрада фон Зоста до переробки.
Вигляд барокового вівтаря відомий за фотографіями Карла Баумана, зробленими в 1890-х роках. Його вивчав, використовуючи наявні документи з відомства бургомістра Ніса, Вольфганг Рінке. Між 29 листопада 1944 і 12 березня 1945 року при бомбардуванні Дортмунда вівтар був зруйнований, під час війни були втрачені також доповнення XVIII і XIX століть, які не були евакуйовані.
У 1848 році для захисту від повного руйнування фарбового шару зворотна сторона вівтаря була обклеєна газетним папером. У 1926 році для реставрації передбачалося розділити зовнішні і внутрішні частини крил вівтаря. Громада Марії надала «Вівтар Берсвордта» і «Вівтар Святої Марії» для великої виставки «Тисячоліття Рейнланду», що проходила в Кельні. Доглядач Музею Вальрафа-Ріхарца Отто Ферстер запропонував громаді взяти вівтар на повну реставрацію, для якої роз'єднати дошки крил. Дошки вже перебували у реставратора Роберта Хіронімі, коли громада вирішила не розділяти їх і відкласти продаж. Як з'ясувалося вже після війни, це зберегло вівтар від остаточного знищення. Рентгенографічне дослідження лівого і правого крил вівтаря показало, що окремі дошки, з яких вони були складені, всередині були з'єднані залізними дюбелями, непомітними при звичайному огляді. Якби дошки спробували роз'єднати, вони б розкололися.
Під час Другої світової війни з ініціативи дортмундський музейних директорів Рольфа Фріца (Музей історії мистецтва і культури Дортмунда) і Леонії Райгерс (Музей в Оствалі) вівтарні дошки були передані до складу німецьких музеїв в замку Лангенау в Гессені.
З 1948 року вівтар знаходився в замку Каппенберг в приміщенні Музею історії мистецтва і культури. У 1957 році дошки були вставлені в металеві рами в тому порядку, в якому їх розмістив Зост. Тепер вівтар розташовується на престолі у вівтарній частині дортмундської церкви Святої Марії.

## Композиція вівтаря

### Загальні відомості
|  |
|  |

|  |
|  |

|  |
|  |

Висота крил вівтаря — 1,40 м, центральна частина — трохи нижче (через переробки, зроблені на початку XVIII століття). На дошках є сліди підновлювання і ранніх реставрацій. Живопис на зворотних сторонах крил вівтаря пошкоджений сильніше, в деяких місцях фарбовий шар осипався — найбільші його втрати на дошці з «Благовіщенням».

### Різдво Христове

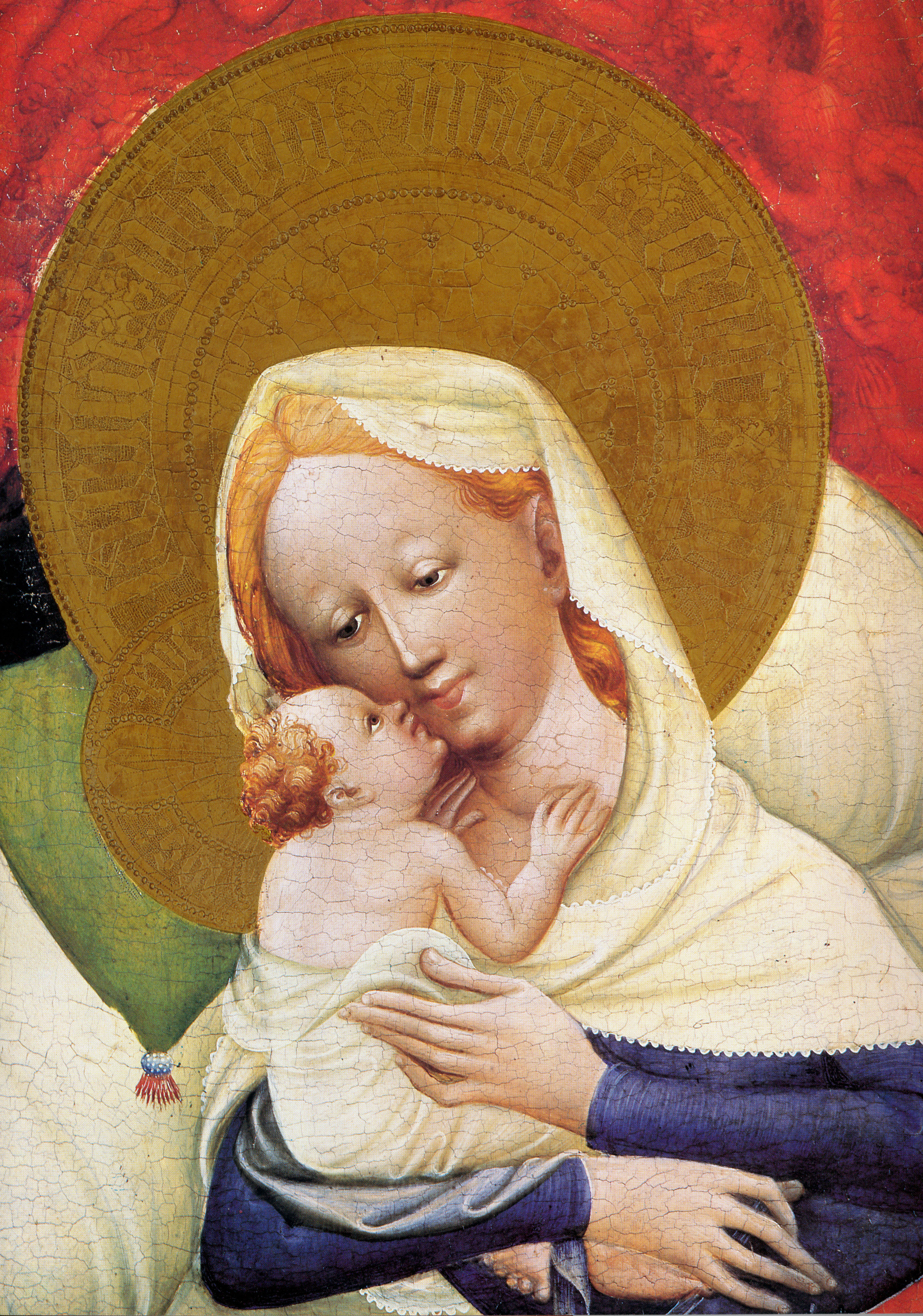
Фрагмент лівого крила вівтаря, Марія та Ісус.

На внутрішній стороні лівого крила вівтаря зображене народження Ісуса. У колірній гамі панують золото, яскраві червоний і синій кольори. Плетена огорожа за ліжком Марії вказує на місце, де відбулася подія, — хлів, тимчасовий прихисток породіллі[а]. Зображення огорожі залишається лише символічним натяком, оскільки підлога викладена керамічними плитками, як в житловому приміщенні. Судячи з копії вівтаря, виконаної для церкви Святого Вальпургія в Зості[b], праворуч, на втраченій частині стулки, знаходилося зображення годівниці, біля якої стоять бик і осел.
При більш уважному розгляді полум'яне червоне кільце за ліжком виявляється хмарою з ангелів. Над сценою розташовуються сині ангели, що співають (про спів повідомляє напис на стрічці). Риси ангельських облич позбавлені будь-якої індивідуальності. Золотий фон, утворений німбами, концентрує увагу глядача на постатях матері і сина, які дивляться один на одного. Марія ніжно обіймає немовля, м'яко торкається його шиї, і ніби має намір його поцілувати. Написи на німбах розбираються з деякими труднощами (у Марії: Sancta Maria, mater Cristi vir (go)[c]; у Ісуса: Jesus Christus[d]). Йосип представлений літнім чоловіком з сивим волоссям і бородою. На його поясі, відповідно до середньовічної традиції, зображені чотки. Тонкі насічки-промені частково заповнюють золотий фон.
Андреа Цупанцик (нім. Andrea Zupancic), порівнюючи «Вівтар Святої Марії» з роботою Майстра Берсвордського вівтаря, зазначає, що художник для досягнення більшого ефекту скорочує діапазон кольорів. Для зображення людського тіла, вбрання Йосипа, він використовує тонке нюанування. Однак, звертаючись до головного сюжету, він застосовує чисті, майже локальні кольори. Яскравий червоний колір ангельської хмари над ліжком Марії повторюється в ковдрі. Марія з немовлям вписані у своєрідну раму, що відокремлює їх від інших персонажів. Колір тут виконує дві абсолютно різні функції. З одного боку, він допомагає досягти більшого реалізму, з іншого — є носієм символічного значення. Побудова композиції є характерною для живопису пізньої готики: в центрі на золоченому тлі, позбавленому просторової глибини, розташовані кілька фігур, ландшафт показаний лише натяком, як у італійських майстрів раннього Відродження.

### Смерть Марії

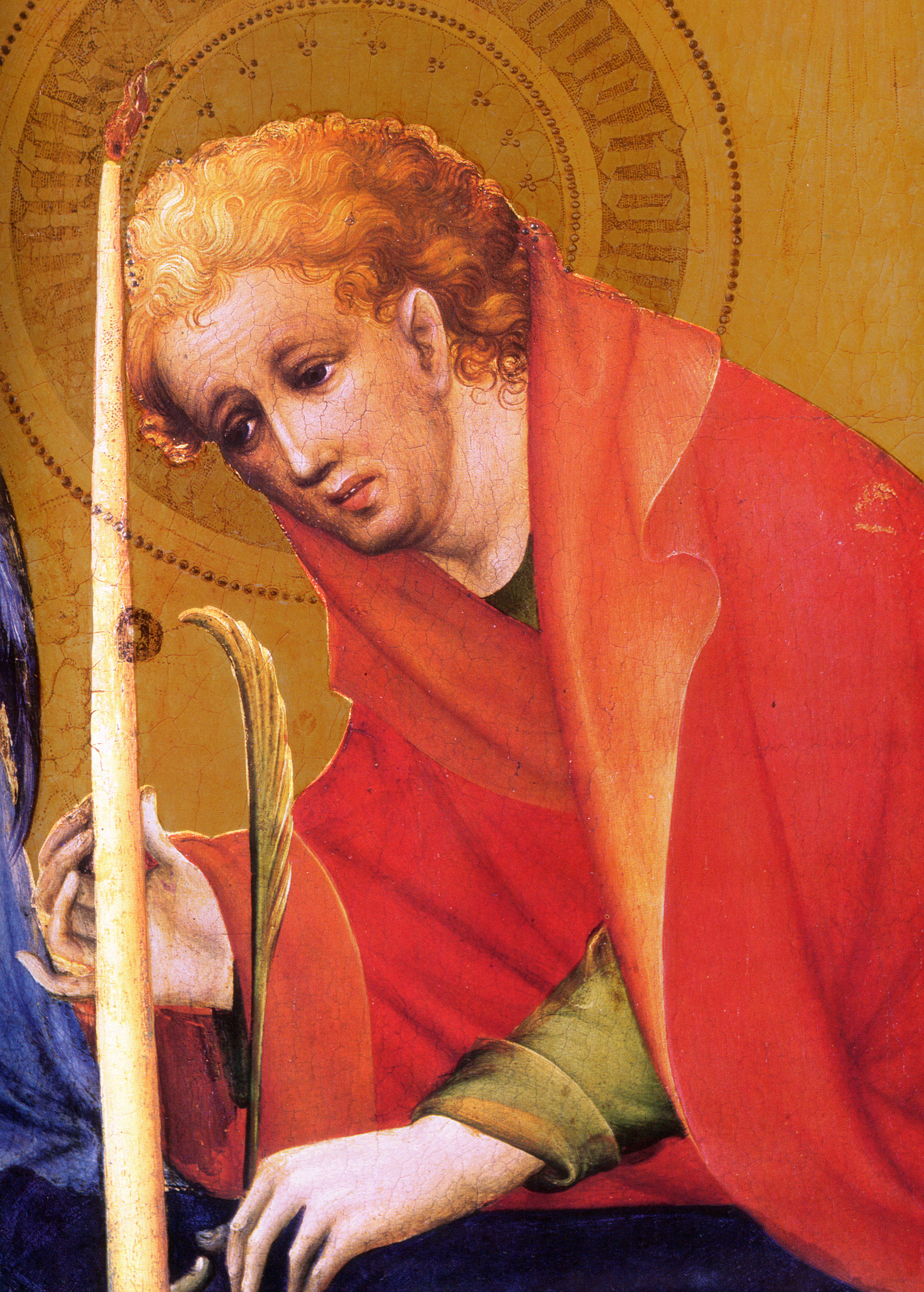
Фрагмент центральної частини, апостол Іван.

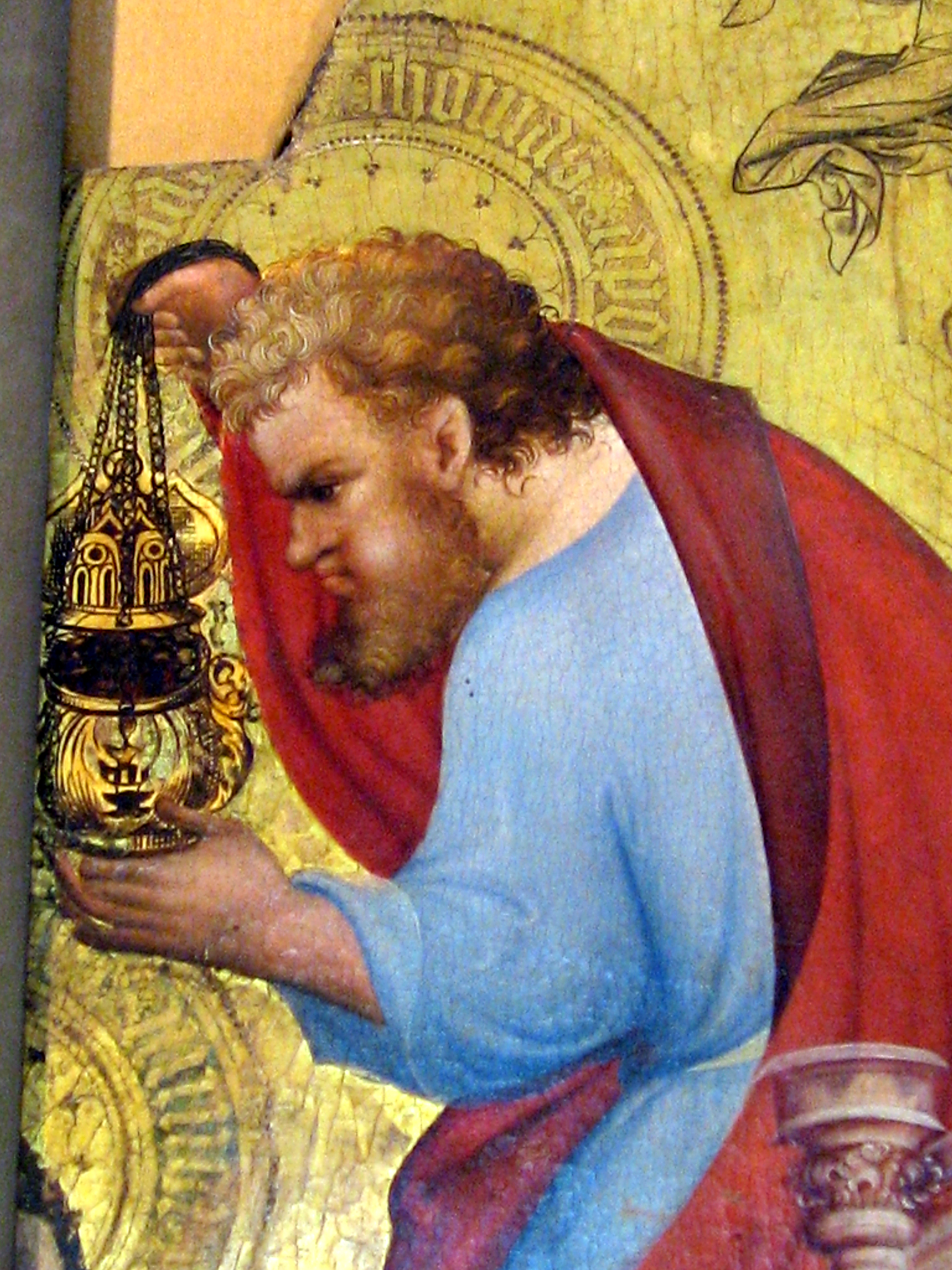
Фрагмент центральної частини, апостол Хома. Видно виріз дошки, зроблений у XVIII ст.

Центральна дошка вівтаря в результаті переробок була значно зменшена і пошкоджена записами в нижній частині. Рольф Фріц прийшов до висновку, що було обрізано близько половини дошки. Ймовірно, спочатку вона представляла всіх апостолів перед смертним ложем Марії. Рольф Фріц звернув увагу на те, що зображення дотримується іконографії Успіння. За переказом, Марія померла на тому місці, де пізніше був збудований Храм Успіння Пресвятої Богородиці, на південь від старої частини міста Єрусалима на горі Сіон, в оточенні апостолів. Зображення цієї події відповідають певній типології, яка простежується й у Конрада фон Зоста. В центрі картини представлена умираюча, художник зобразив її такою ж юною, як і в сцені «Різдва». Фігура Марії виділяється на тлі синього вбрання ангелів. Два ангели закривають її очі і рот, третій розправляє довге розпущене волосся, що вказує на її невинність. Три персонажі в плащах червоного кольору оточують Марію. Апостол Іван, що представлений тут у вигляді молодого чоловіка, подає їй похоронну свічку — символ смерті, в іншій руці він тримає пальмову гілку — знак входження до Раю. Ліворуч апостол Хома розпалює кадило з ладаном. Третій уклінний апостол читає сувій, капюшон, накинутий на голову, наче відділяє його від всього, що відбувається, примушуючи зосередитися на тексті. На сьогодні літери на сувої позначені тільки блідими лініями. Спроби розібрати напис, які робились раніше, допомогли відновити частину тексту, тринадцять рядків були прочитані в інфрачервоних променях:
| …в Твоїх устах розлита краса та добро, тому благословив Бог навіки Тебе. (Пс. 44:3)… радіє хор ангелів і з ними Бог … Алілуя. Оригінальний текст (нім.) diffusa est/gratia in la/biis tuis prop/tera benedi/xit te deus / unleserlich, vielleicht Schlussformel: et in saeculum saeculi/laus copia/ Gaudent / chori ange/loru(m) consor/tiu(m) et era/cuiuis deu(s)./alleluja — Hans-Walter Storck |

Як пояснює Ганс-Вальтер Шторк, початок тексту походить з Ordo commendationis animae. Ця молитва VIII століття читалася над умираючими. Вгорі праворуч видно простягнуту з небес руку Бога, готового прийняти душу Марії. Лише одного разу в триптиху з'являється мотив Ісуса в ролі світового володаря — на зовнішній стороні вівтарного крила, в «Коронуванні Марії». Ангели, що літають на задньому плані, можливо були додані пізніше — ці постаті, як вважають деякі дослідники, відносяться скоріше до епохи бароко. Вольфганг Рінке, вивчаючи бароковий вівтар, в який було включено твір Конрада фон Зоста, зазначав, що на люнеті, який поєднував сцени «Різдва» і «Поклоніння», були зображені дві пари ангелів, виконаних у стилі, близькому до зображення ангелів у «Смерті Марії»:
| Їх витончені голівки, крила і ніби нерівне барокове перенавантаження пишними складками вбрань протилежні спокійно-розпливчастим крупним формам живопису Конрада. — Wolfgang Rinke |

На думку Рінке, ангели на люнеті були додані реставратором Фрідріхом Велшем і позолотником Штокманом між 1848 і 1850 роками.
| У зв'язку з цим виникає питання, чи є пара ангелів у «Смерті Марії» оригінальним живописом, тобто чи була вона створена рукою Конрада. Оскільки в жодній з його робіт, що збереглися, не віднайдеться такої сміливо розміщеної у просторі фігури і, до того ж, за виключенням голів, виконаної майже як малюнок коричневим контуром. Проблема цих двох ангелів у «Смерті Марії» не розглядалася ні старими, ні новими дослідженнями, присвяченими творчості Конрада фон Зоста, — тож нехай вона обговорюватиметься тут. — Wolfgang Rinke |

Проте Рінке не виключає повністю ймовірність того, що ангели могли бути написані Конрадом, оскільки в його ж вівтарі з Бад-Вільдунга в композиції «Різдва» є схожа фігура ангела з контурами, вільно окресленими коричневою фарбою. На думку Рінке, питання про те, хто автор зображення літаючих ангелів у «Смерті Марії», залишається відкритим.
Ліворуч, на обрізаній частині дошки, був зображений ще один апостол. На частині німбу, розташованому нижче кадила, можна розпізнати слово minor. Припускають, що тут стояв уклінний апостол Яків Молодший.

### Поклоніння волхвів

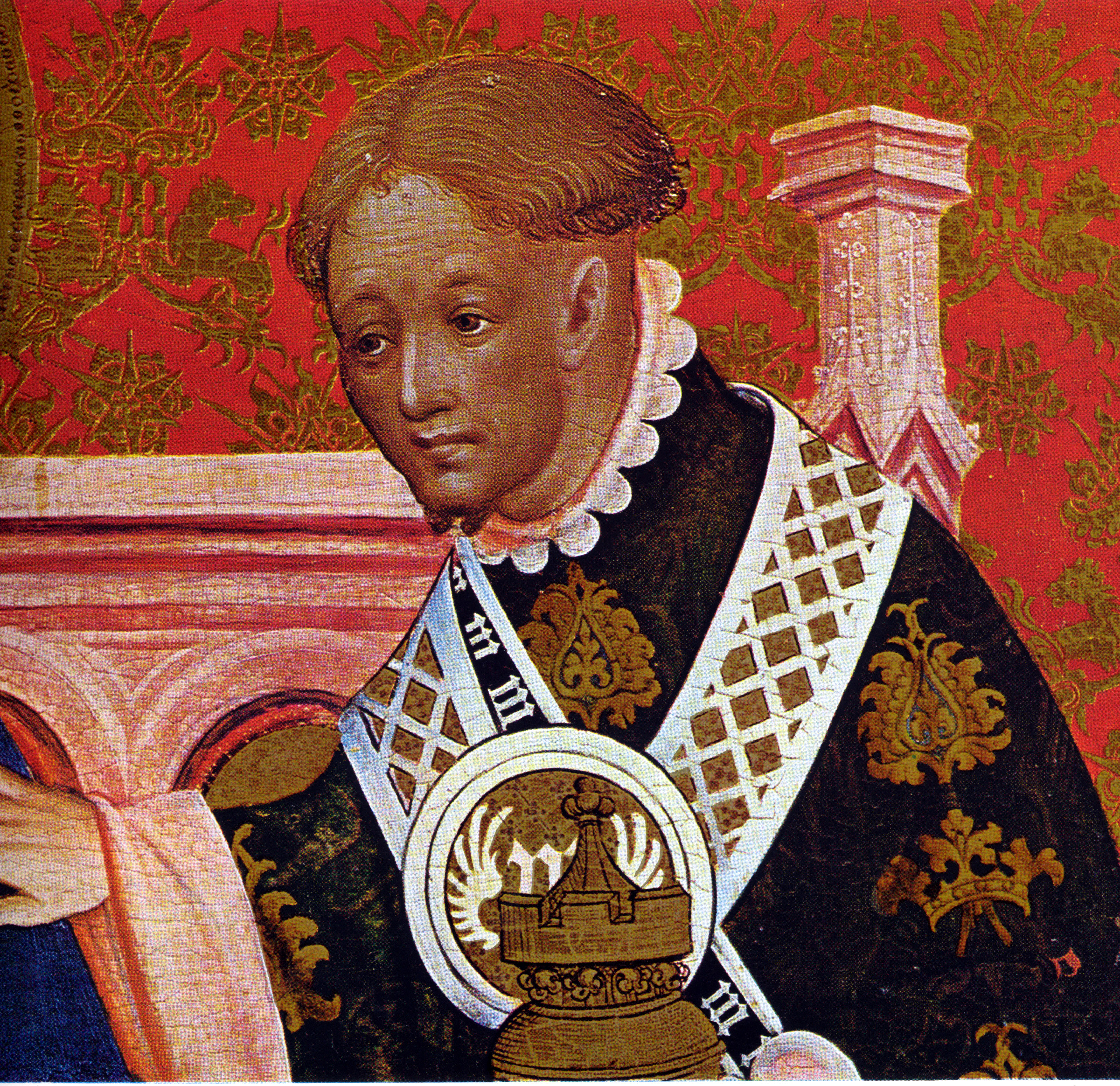
Фрагмент «Поклоніння волхвів». Одяг царя відповідає французькій придворній моді. Буква «M» на перев'язі — символ Діви Марії.

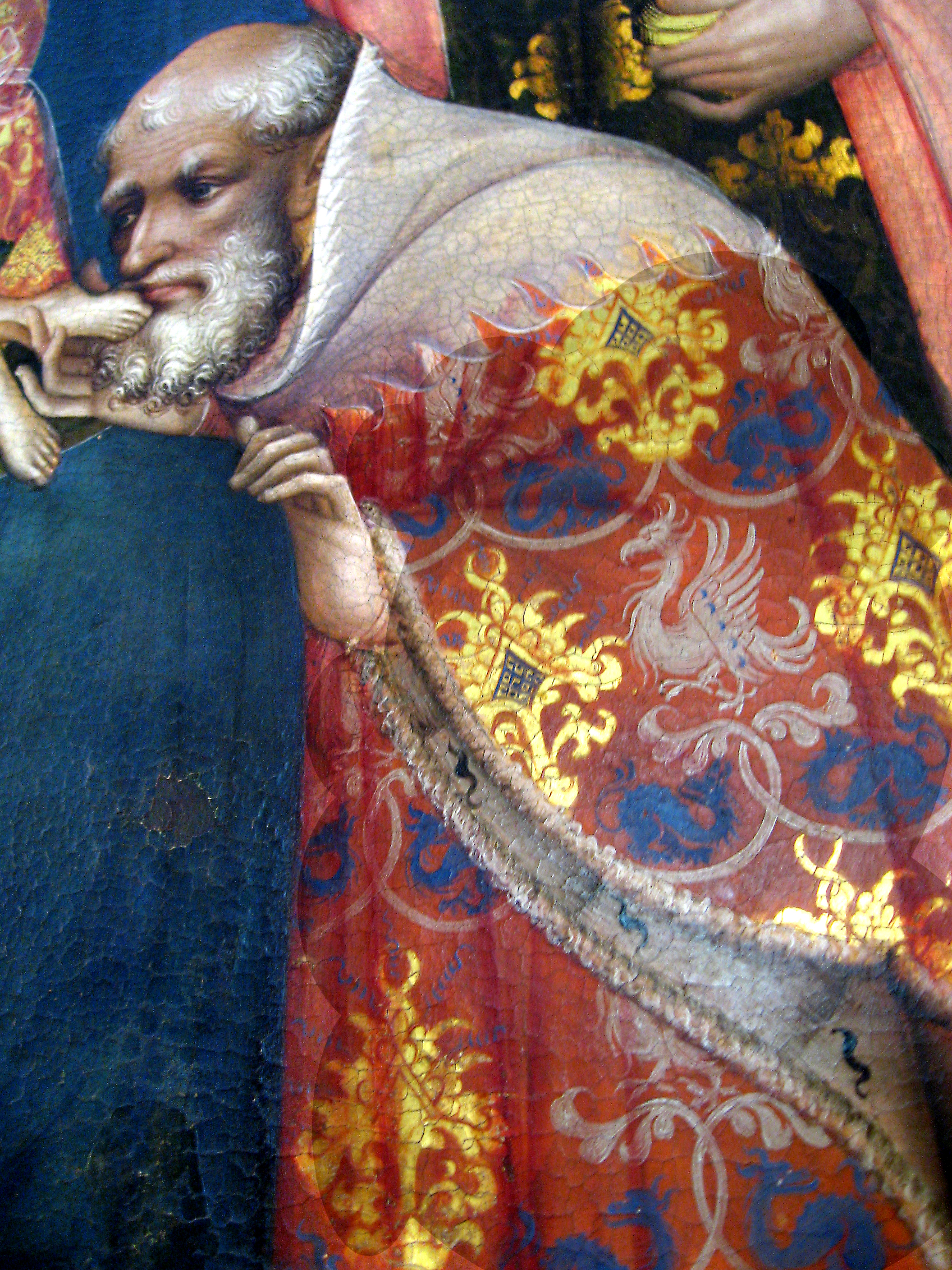
Фрагмент «Поклоніння волхвів». Вбрання старшого з царів.

На правому крилі представлений сюжет Поклоніння волхвів (трьох царів). Крило вівтаря зрізане з лівого боку, тому центр симетрії композиції зсунутий. Марія сидить на троні, декор якого повторює церковну архітектуру, що мала вплив на різних майстрів того часу і породила живописні імітації, наприклад, у Майстра Берсвордського вівтаря.
У цій частині вівтаря особливо яскраво простежується вплив інтернаціональної готики. Розкішний килим за троном і цінні тканини прикрашені мотивами гранатового яблука, зображеннями грифонів, єдинорогів, хутра. На перев'язі одного з царів виткана буква «M» — перша літера імені Діви. Саме багатство представлених тут тканин свідчить, на думку Аннемарі Штауффер, про широкі торгові зв'язки дортмундських купців. Безсумнівний вплив бургундської моди в одязі персонажів і загальна урочиста, «придворна» обстановка сцени породили в декількох джерелах припущення про ймовірну подорож молодого Конрада фон Зоста до Діжону. Однак ця гіпотеза не має підтвердження в документальних джерелах.
Золотий орнамент тканин переданий за допомогою залишених незафарбованими областей фону, на наступному етапі були нанесені візерунки фарбою. Лінійні насічки, виконані на дошці, імітують структуру тканини. В останню чергу опрацьовувалися складки, їх глибина і форма передавалася виключно за допомогою кольору, без оптичних скорочень.
Зовнішній вигляд Марії відображає уявлення того часу про жіночу красу. Блідість, високе чоло, світло-руде, пишне волосся і тонкі руки відповідають її аристократичному ідеалу. Марія одягнена у високо підперезану сукню за придворною модою кінця XIV століття, її фігуру огортає синій із зеленою підкладкою плащ.
Три царя символізують поклоніння світу немовляті Ісусу. Вони представляють три різні раси і три віки людини, які об'єдналися під його владою. Зв'язок між царями позначений через жести їх рук, які торкаються або Немовля, або Марії.
|                                                         |
| Мотив візерунка килима за троном Марії; А. Лудорф, 1894 |

|                                                     |
| Мотив візерунка сукні царя ліворуч; А. Лудорф, 1894 |

|                                           |
| Мотив гранатового яблука; А. Лудорф, 1894 |

### Оборотні сторони стулок крил вівтаря
На зворотному боці вівтарних крил зображені сцени «Коронування Марії» Ісусом, який представлений тут володарем світу, і «Благовіщення» — перший сюжет вівтаря. Вирішені в більш скромному колориті (парафіяни бачили ці картини в звичайні, несвяткові дні), ці сцени утворюють часові межі для подій, відображених на внутрішній стороні. Таким чином, комплекс картин вівтаря отримує хронологічний розвиток історії Марії: від «Благовіщення» до «Коронування» з центральним сюжетом — «Смертю Марії».
|  |
|  |

|  |
|  |

Сюжет «Благовіщення» відбувається в приміщенні, що нагадує церковне. Ангел тримає стрічку з написом Ave gratia plena dominus (tecum?) — Радуйся, (Марія), благословенна ти, Господь (з тобою). Марія схиляє голову в знак смирення. Над нею фігура благословляючого Бога-Отця, в спрямованих до Марії золотих променях. У верхнього краю німба Марії можна помітити біле пір'я — все, що залишилося від зображення голуба Святого Духа, що низходить на Марію. На німбі Марії напис Sancta. Ваза з білими ліліями — символ чистоти Марії.
В «Коронуванні» Марія в синьому плащі на небесах в оточенні ангелів сидить на одному престолі з Ісусом. Він покладає на голову Марії перловий вінець і передає скіпетр. Ісус як володар світу зображений у короні й багряній мантії. На німбі навколо його голови можна прочитати слова ego sum [resurrectio et vita?], ймовірно, це початок фрази: «Я — відродження і життя». У кутах розташовувалися символи чотирьох євангелістів. Дотепер збереглися зображення лева євангеліста Марка і ангела Матвія. Символи євангелістів Луки (бик) та Івана (орел) були втрачені під час переробки вівтаря у XVIII столітті.

## Значення
Вівтар поєднує як елементи середньовічної живопису: плоский золотий фон, представлення розмірів фігур персонажів в залежності від їх ролі в розповіді, релігійну тематику, так і ознаки впливу Відродження: спробу побудови перспективи, інтерес до анатомії людини. Віртуозність техніки живопису і незліченні паралелі з мотивами придворного французького мистецтва дали змогу деяким дослідникам припускати, що Конрад здійснив свого часу поїздку до Діжона.
Розкішне виконання вівтарного образу показує бажання замовника досягти найбільшої репрезентативності. У «Вівтарі Святої Марії» Конрад фон Зост втілив дух вільного імперського міста Дортмунда. Подібні твори мистецтва, присвячені святому-покровителю цехового братства, ставали знаком однієї із соціальних груп міста. Конрад фон Зост належав до кількох таких дортмундських об'єднань, в тому числі входив до братства Святої Марії. Барбара Вельцель бачить у сцені поклоніння трьох царів, в їх дотиках до Немовляти Ісуса свідоме порушення придворних ритуалів, вираження менталітету громадян міста, що протиставляють себе аристократії.

## Встановлення авторства

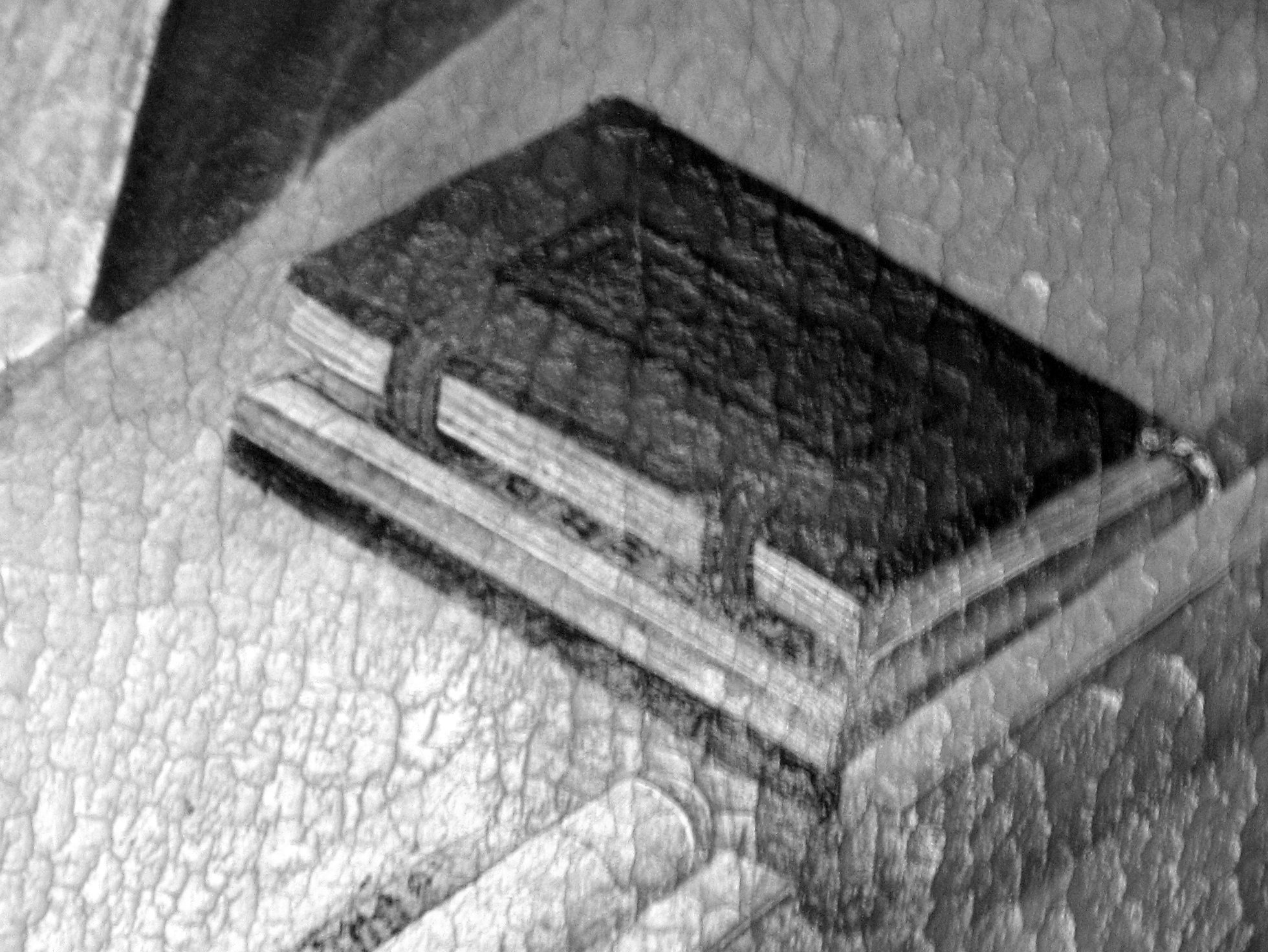
Підпис на сторінці книги.

Вже з 1920 року мистецтвознавці атрибутували «Вівтар Святої Марії» Конраду фон Зосту. Точне ж встановлення авторства відбулося в 1950 році, коли керівник дортмундського Музею історії мистецтв та історії культури Рольф Фріц виявив на центральній частині вівтаря прихований підпис художника. За ліжком Марії зображений стіл з книгою, видно край однієї з її сторінок. Чотири літери, прочитані згори донизу, утворюють напис con. d, яка вважається абревіатурою імені Конрада фон Зоста. Цей підпис і втрачений, але задокументований підпис на «Вівтарі Страстей Христових» з Бад-Вільдунга[e] роблять Конрада фон Зоста першим Північно-німецьким майстром, картини якого впевнено атрибутуються.